# Танидеріди
Танидеріди (Tanyderidae) — родина двокрилих комах з підряду довговусих (Nematocera).

## Поширення
Родина поширена по всьому світі, крім Європи та Антарктиди. Найбільшого різноманіття сягає в Австралазії.

## Опис
Примітивні комарі з довгими тендітними ногами і тонким подовженим тілом. Розміри тіла варіюють від 6 до 30 мм. Зовні мають схожість з деякими представниками комарів-довгоногів (Tipulidae), зимових комарів (Trichoceridae) і птихоптерид (Ptychopteridae). Ротові органи вкорочені, пальпи довгі. Вусики 15-25-членикові. Очі з рідкісними волосками, простих вічок немає. Крила розмалювані.

## Спосіб життя
Імаго трапляється, зазвичай, на рослинах вздовж берегів водойм. Самці, іноді, збираються великими скупченнями. Личинки завдовжки до 22 мм з добре розвиненою головою, ведуть напівводний спосіб життя в проточних водоймах, трапляються на кам'янистому або піщаному ґрунті під гниючої деревиною. Перед заляльковуванням личинки переміщаються в сухіші місця.

## Класифікація
Родина включає 38 сучасних видів та низку викопних форм:
- підродина Nannotanyderinae Skibinska, 2016
  - † Coramus Skibinska, 2016 — верхній еоцен, балтійський бурштин
  - † Dacochile Poinar and Brown, 2004 — верхня крейда, бірманський бурштин
  - † Nannotanyderus Ansorge, 1994 — нижня (Німеччина) і верхня юра (Монголія), верхня крейда (Ліван)
  - Peringueyomyina Alexander, 1921 — Афротропіка (Південна Африка)
- підродина Tanyderinae Osten Sacken, 1879
  - Araucoderus Alexander, 1929 — Неотропіки (Чилі)
  - Eutanyderus Alexander, 1928 — Австралійська область (Австралія)
  - † Macrochile Loew 1850 — верхній еоцен, балтійський бурштин
  - Mischoderus Handlirsch, 1909 — Австралійська область (Нова Зеландія)
  - Neoderus Alexander, 1928 — Неотропіки (Чилі)
  - Nothoderus Alexander, 1928 — Австралійська область (Австралія)
  - † Podemacrochile Krzemiński & Kania, 2013 — верхній еоцен, балтійський бурштин
  - Protanyderus Handlirsch, 1909 — Палеарктика і Орієнтальна область
  - † Praemacrochile Kalugina in Kalugina & Kovalev, 1985 — юрський період (Німеччина, Казахстан, Росія, Монголія, Китай)
  - Protoplasa Osten-Sacken, 1859 — Неарктика
  - Radinoderus Handlirsch, 1909 — Австралійська область
  - †  Similinannotanyderus  Dong, Shih & Ren ,  2015 — верхня крейда, бірманський бурштин
  - Tanyderus Philippi, 1865 — Неотропіка (Чилі)
- Incertae sedis
  - † Tanyderites Kalugina in Kalugina & Kovalev, 1985 — юрський період (Росія)